# 5320 Lisbeth
5320 Lisbeth è un asteroide della fascia principale. Scoperto nel 1985, presenta un'orbita caratterizzata da un semiasse maggiore pari a 3,1434650 UA e da un'eccentricità di 0,1521698, inclinata di 5,62815° rispetto all'eclittica.